# Eugenio Meloni
Eugenio Meloni (né le 28 août 1994 à Cagliari) est un athlète italien, spécialiste du saut en hauteur.
Le 1er juillet 2017 à Trieste, il remporte le titre national en 2,21 m, en égalant son record personnel de 2015.